# Antonio Arcari
Antonio Arcari (* 8. května 1953 Pralboino) je italský římskokatolický duchovní, arcibiskup a bývalý diplomat.

## Život
Narodil se 8. května 1953 v Pralboinu.
Vstoupil do kněžského semináře a po studiu teologie byl 11. června 1977 biskupem Luigi Morstabilinim vysvěcen na kněze a inkardinován do diecéze Brescia. Následně odešel do Říma, kde se věnoval studiu kanonického práva a diplomacie na Papežské církevní akademii. Dne 1. května 1982 vstoupil do diplomatických služeb Svatého stolce.
Působil na apoštolských nunciaturách ve Středoafrické republice, Spojených státech amerických, v Bolívii, Irsku, Chorvatsku, Albánii a Peru. Dne 18. července 2003 jej papež Jan Pavel II. jmenoval apoštolským nunciem v Hondurasu a titulárním arcibiskupem z Cæciri. Biskupské svěcení přijal 20. září z rukou kardinála Angela Sodana a spolusvětiteli byli biskup Giulio Sanguineti a arcibiskup Bruno Foresti.
Dne 12. prosince 2008 byl papežem Benediktem XVI. ustanoven nunciem v Mosambiku, kterým byl do 5. července 2014 kdy se stal nunciem v Kostarice. Od 25. května 2019 zastával úřad apoštolského nuncia v Monaku a 16. května 2023 přijal papež František jeho rezignaci na post nuncia.
Ovládá italštinu, francouzštinu, španělštinu a angličtinu.